# المرجم (عجلون)
المرجم منطقة سكنية تقع في لواء قصبة عجلون، محافظة عجلون في الأردن. تنتمي المنطقة لقضاء عرجان الذي يضم 8 مناطق. يقدر عدد سكانها بـ 1607 نسمة حسب إحصاء 2015. تقع القرية في شمال عجلون، مابين إربد وعجلون. يعمل معظم الناس هناك في وظائف حكومية وخاصة، حيث اقل من 10% منهم يعملون في مجال الزراعة.

## التضاريس والمناخ
تتكون تضاريس المرجم من سبعة جبال وهي : جبل الشرع الشمالي، جبل الشرع الجنوبي، التفاحة، بئر الدالية، صنعار، عصيم وحديب.
ويمكن أن يصل المناخ فيها إلى درجة أدناها 2°س خلال فصل الشتاء وأقصاها 30°س خلال فصل الصيف.
تغطي أشجار البلوط الخضراء جبال المرجم وتحتوي العديد من ينابيع المياه.